# Перкаль
Перка́ль (фр. percale) — тонка цупка бавовняна тканина полотняного переплетення. Належить до групи технічних тканин.
Використовується при виробництві текстоліту, для виготовлення парашутів та різних технічних потреб. Деякі види перкалю використовуються для шиття літнього одягу, а також для виготовлення постільної білизни.